# 熊野神社 (横芝光町)
熊野神社（くまのじんじゃ）は、千葉県山武郡横芝光町宮川（下総国匝瑳郡）にある神社。旧社格は郷社。
伊弉册命・速玉之男命・事解男命を祀る。

## 歴史
貞観18年（876年）に紀伊熊野本宮大社より勧請したものと伝えられ、旧号を宮川入之領境の宮と称した。その後、天慶3年（940年）には平貞盛の承平天慶の乱を鎮定せる功により社殿建築神領十八貫目を寄進され、この時熊野新宮大権現と改めた。以来、武門の崇敬も篤く、熊野山領の匝瑳南条荘に鎮座し、近郷十八ヶ村の惣鎮守として江戸時代に及ぶ。
明治4年（1871年）に「熊野神社」と改号、明治6年（1873年）郷社に列した。なお、昭和61年（1986年）には千葉県神社庁より海上郡匝瑳郡初の規範神社の指定を受けた。
現在の本殿は正徳年間の、拝殿は弘化年間の改築である。拝殿右奥には熊野権現のご神木である梛の大木がる。

## 行事
3月の春季例祭に奉納される神楽は太々神楽と呼ばれる。江戸時代後期より続くものといわれ、天保年間製作の面が保存されている。13座（13面）、12舞、6曲の謡いがあり、国家安隠、皇室弥栄、農作業の安全と五穀豊穣、産業発展を祈願する。